# Edificio R & S
El Edificio R & S (en inglés: R & S Building) es un edificio histórico ubicado en Kips Bay, Nueva York. El Edificio R & S se encuentra inscrito en el Registro Nacional de Lugares Históricos desde el 22 de septiembre de 1986. 

## Ubicación
El Edificio R & S se encuentra dentro del condado de Nueva York en las coordenadas 40°44′26″N 73°58′31″O / 40.740556, -73.975278.